# هوارد دين
هوارد بروش دين الثالث (بالإنجليزية: Howard Brush Dean III)‏ هو سياسي وطبيب أمريكي من الحزب الديمقراطي ولد في يوم 17 نوفمبر 1948 في مدينة نيويورك في الولايات المتحدة، خدم كحاكم لولاية فيرمونت من سنة 1991 إلى سنة 2003 وسبق له الترشح لرئاسة الولايات المتحدة في انتخابات 1992 وفي انتخابات 2004، وقد كان لديه النية للترشح في انتخابات 2016 إلا أنه تنازل عن ذلك وأعلن دعمه لهيلاري كلنتون.

## روابط خارجية
- هوارد دين على موقع IMDb (الإنجليزية)
- هوارد دين على موقع الموسوعة البريطانية (الإنجليزية)
- هوارد دين على موقع مونزينجر (الألمانية)
- هوارد دين على موقع ميوزك برينز (الإنجليزية)
- هوارد دين على موقع إن إن دي بي (الإنجليزية)
- هوارد دين على موقع قاعدة بيانات الفيلم (الإنجليزية)